# Everyday, Katyusha
Everyday, Katyusha é o 21º single do grupo feminino japonês AKB48 e foi lançada em 25 de Maio de 2011. É também a música tema do filme Moshidora, tendo como protagonistas Atsuko Maeda e Minami Minegishi.
"Everyday, Katyusha" é o 3º single do grupo com o tema Verão. Parte da renda obtida com o single foi doada para ajudar as vítimas da tragédia de Tôhoku. O single vendeu 942.475 cópias no primeiro dia e estabeleceu um recorde de vendas na semana de lançamento, com 1.330.000 cópias vendidas. Esse recorde seria superado anos mais tarde, com "Manatsu no Sounds Good!", "Sayonara Crawl" e "Labrador Retriever"

## Lista de faixas
Todas as letras escritas por Yasushi Akimoto. 
| Type-A CD |                                                                   |         |  |
| N.º       | Título                                                            | Duração |  |
| 1.        | "Everyday, Katyusha (Everyday、カチューシャ, Everyday, Kachūsha)" | 5:14    |  |
| 2.        | "Korekara Wonderland (これからWonderland)"                        | 4:27    |  |
| 3.        | "Yankee Soul (ヤンキーソウル, Yankī Sōru)"                        | 3:32    |  |
| 4.        | "Everyday, Katyusha" (off vocal version)                          | 5:14    |  |
| 5.        | "Korekara Wonderland" (off vocal version)                         | 4:27    |  |
| 6.        | "Yankee Soul" (off vocal version)                                 | 3:32    |  |

| Type-A DVD |                                                                                                 |         |  |
| N.º        | Título                                                                                          | Duração |  |
| 1.         | "Everyday, Katyusha música Clip"                                                                |         |  |
| 2.         | "Korekara Wonderland música Clip"                                                               |         |  |
| 3.         | "Yankee Soul música Clip"                                                                       |         |  |
| 4.         | "Everyday, Katyusha música Clip" (Drama version)                                                |         |  |
| 5.         | "AKB48 Cho no Zoku: Short Con Cho 3 Renpatsu! (AKB48ちょの続・ショートコンちょ3連発!)" (Type-A) |         |  |

Todas as letras escritas por Yasushi Akimoto. 
| Type-B CD |                                           |         |  |
| N.º       | Título                                    | Duração |  |
| 1.        | "Everyday, Katyusha"                      | 5:14    |  |
| 2.        | "Korekara Wonderland"                     | 4:27    |  |
| 3.        | "Hito no Chikara (人の力, Poder do Povo)" | 4:28    |  |
| 4.        | "Everyday, Katyusha" (off vocal version)  | 5:14    |  |
| 5.        | "Korekara Wonderland" (off vocal version) | 4:27    |  |
| 6.        | "Hito no Chikara" (off vocal version)     | 4:28    |  |

| Type-B DVD |                                                                                                 |         |  |
| N.º        | Título                                                                                          | Duração |  |
| 1.         | "Everyday, Katyusha música Clip"                                                                |         |  |
| 2.         | "Korekara Wonderland música Clip"                                                               |         |  |
| 3.         | "Hito no Chikara música Clip"                                                                   |         |  |
| 4.         | "Everyday, Katyusha música Clip" (Dance version)                                                |         |  |
| 5.         | "AKB48 Cho no Zoku: Short Con Cho 3 Renpatsu! (AKB48ちょの続・ショートコンちょ3連発!)" (Type-B) |         |  |

Todas as letras escritas por Yasushi Akimoto, except listed below. 
| Theater Edition CD |                                           |         |  |
| N.º                | Título                                    | Duração |  |
| 1.                 | "Everyday, Katyusha"                      | 5:14    |  |
| 2.                 | "Korekara Wonderland"                     | 4:27    |  |
| 3.                 | "Anti (アンチ, Anchi)"                    | 4:11    |  |
| 4.                 | "Everyday, Katyusha" (off vocal version)  | 5:14    |  |
| 5.                 | "Korekara Wonderland" (off vocal version) | 4:27    |  |
| 6.                 | "Anti" (off vocal version)                | 4:11    |  |

## Desempenho nas paradas musicais
| Weekly charts                           | Peak position |
| --------------------------------------- | ------------- |
| Billboard Japan Hot 100                 | 1             |
| Oricon daily singles                    | 1             |
| Oricon weekly singles                   | 1             |
| Oricon monthly singles                  | 1             |
| Oricon yearly singles (2011)            | 2             |
| Oricon yearly singles (2012)            | 330           |
| RIAJ Digital Track Chart weekly top 100 | 1             |

| Graficos anuais         | Peak position |
| ----------------------- | ------------- |
| Billboard Japan Hot 100 | 1             |

## Vendas e certificações
| Região                                              | Certificação | Vendas    |
| --------------------------------------------------- | ------------ | --------- |
| Japão (RIAJ)                                        | Milhão       | 1,586,840 |
| *números de vendas baseados somente na certificação |              |           |